# Comuna de Pniewy
Pniewy (polaco: Gmina Pniewy) é uma gminy (comuna) na Polónia, na voivodia de Grande Polónia e no condado de Szamotulski. A sede do condado é a cidade de Pniewy.
De acordo com os censos de 2004, a comuna tem 11 917 habitantes, com uma densidade 75,2 hab/km².

## Área
Estende-se por uma área de 158,57 km², incluindo:
- área agrícola: 74%
- área florestal: 16%

## Demografia
Dados de 30 de Junho 2004:
|                      | Total   | Total | Mulheres | Mulheres | Homens  | Homens |
| -------------------- | ------- | ----- | -------- | -------- | ------- | ------ |
|                      | pessoas | %     | pessoas  | %        | pessoas | %      |
| População            | 11 917  | 100   | 6215     | 52,2     | 5702    | 47,8   |
| Densidade (pop./km²) | 75,2    | 100   | 39,2     | 39,2     | 36      | 36     |

De acordo com dados de 2002, o rendimento médio per capita ascendia a 1690,29 zł.

## Subdivisões
- Chełmno, Dębina-Buszewo-Szymanowo, Dęborzyce, Jakubowo, Karmin, Kikowo, Konin, Koninek, Koszanowo, Lubocześnica, Lubosina-Lubosinek-Przystanki, Nojewo-Podborowo, Nosalewo, Orliczko, Podpniewki, Psarce, Psarskie, Rudka, Turowo, Zajączkowo, Zamorze.

## Comunas vizinhas
- Chrzypsko Wielkie, Duszniki, Kwilcz, Lwówek, Ostroróg, Szamotuły, Wronki